# Hogna ventrilineata
Hogna ventrilineata este o specie de păianjeni din genul Hogna, familia Lycosidae, descrisă de Caporiacco, 1954.
Este endemică în French Guiana. Conform Catalogue of Life specia Hogna ventrilineata nu are subspecii cunoscute.